# VALKYRIE DRIVE
『VALKYRIE DRIVE』（ヴァルキリードライヴ）は、テレビアニメやゲームなど複数のメディアに渡って展開される日本のメディアミックスプロジェクトの名称。このプロジェクトの主なものは、以下の作品で構成されている。
- テレビアニメ『VALKYRIE DRIVE -MERMAID-』（ヴァルキリードライヴ マーメイド）
- コンシューマーゲーム『VALKYRIE DRIVE -BHIKKHUNI-』（ヴァルキリードライヴ ビクニ）
- ソーシャルゲーム『VALKYRIE DRIVE -SIREN-』（ヴァルキリードライヴ セイレーン）

## 概要
アニメーション監督金子ひらくと、ゲームプロデューサー高木謙一郎を筆頭に、本プロジェクトにおける世界観の設定や、ストーリー原案を脚本家黒田洋介が担当するなど、強力なクリエーター陣によって、テレビアニメや、コンシューマーゲーム、ソーシャルゲームを軸に物語を展開されたプロジェクト。
2015年3月20日にプロジェクトが始動し、翌21日には、マーベラスが、コンシューマーゲーム『VALKYRIE DRIVE -BHIKKHUNI-』とソーシャルゲーム『VALKYRIE DRIVE -SIREN-』のニ作品を東京ビッグサイトで開催された「Anime Japan 2015」に於いて発表した。3月29日にテレビアニメの公式サイトが設置された。
このプロジェクトの誕生のきっかけは、高木謙一郎によると、2013年末から2014年初めごろ、金子ひらくや、黒田洋介との間でアニメについての話があり、以前自身が彼らと一緒にできたらいいねと話していたことが縁で声をかけられたとのこと。また、これまでの作品の作風から考慮して、相性がいいのではと感じ、面白いものができるのではないかと思ったからとも述べている。それから、構想を詰めていって、「Anime Japan 2015」での発表に至った。その後の制作過程において、高木と金子はあまり会っておらず、イベントの時に一緒に作品の中身について話す程度である。
構想開始当初のタイトルは「アームドガールズ」というシンプルなものであったが、現在のタイトルになったのはコンシューマーゲーム版が最初である。その理由は、わかりやすさとかっこよさ、語感の良さ、そして、女の子が興奮することによって何かが起こるという意味も持っている。

### 設定について
このプロジェクトで「女の子が興奮すると武器になってしまう」や、「5つの人工島が舞台」などの基本的設定は、アニメや、ゲーム二作で共通しているが、それ以外の箇所ではクリエイターの個々の裁量に任せられている。
「女の子が武器になってしまう」という設定を大前提として、金子ひらくがシナリオの資料を制作し、黒田洋介が考案した。その際武器になってしまう理由という必然性が求められたことから、作品の要素であるおっぱいと合わせるといいのではと思い、突き詰めていった結果、「女の子が興奮すると武器化する」という設定になった。
作品の要素として、おっぱいが挙げられており、金子のこだわりが随所に散りばめられている。このこだわりの原点は、彼の中学生時代に遡る。その頃アニメ「ダーティペア」のキャラクターを好んで描いていたが、オリジナルと比べてキャラクターのおっぱいが大きく描いていたことから、友人にからかわれ、自身に「あれ？」という思いが芽生えた。後に漫画家や、イラストレーターの作品を現実的視点から研究していき、リアリティを求めながらおっぱいをどこまで大きく描けるのかを追求したことで、クイーンズブレイドのカトレアが誕生するきっかけとなった。また、金子は本作においておっぱい専門の作画監督を招聘して、彼に任せることで自身のこだわりを表現することとしている。おっぱいへのこだわりは、徳島市でマチ★アソビの一環として開催されたトークショー「VALKYRIE DRIVEトークショー おっぱいっていいよね！」。でも垣間見られ、金子や、高木からおっぱいや、乳首という単語が乱発し、彼らの過激なトークに声優の井澤美香子はたじろいだだけでなく、司会を務めたKADOKAWA メディアファクトリープロデューサー弓岡雅子の元に、警告が伝えられる事態に陥ってしまった程である。これについて、高木は刺激的なコンテンツにしたいと切り返している。2015年10月に開催された上映会後のトークショーでも、高木は持論で過激なトークを展開し、大いに盛り上がるも弓岡と、金子の代打で壇上に立ったおっぱいでか実は困惑してしまう事もあった。

### アニメについて
金子の手がけた今までの作品に比べて、この作品では自身のこだわる表現への自由度が高く、時にはスタッフを困らせてしまうこともあった。その片鱗を覗かせるのが、通常の作画監督とは別に、おっぱい専門の作画監督が存在すること。その作画監督は、金子が唯一信頼のおけるアニメーターが務め、おっぱいを専門に作画を担当する。このことを聞いた井澤は驚きを隠せなかった。
作品の要素として先に挙げたおっぱいだけでなく、女の子が武器化して、これを扱う女の子とペアを組んでの物語の展開により、心境の描写も緻密であるため、作品の完成度が高くなっているが、その反面、濃い戦闘シーンを制作するにあたり、制作現場も難儀したという。
本作のオーディションで、井澤はメインヒロインの一人である処女まもり役を絶対に合っているという理由により満場一致で勝ち取ったが、この結果を聞いた時、出演できる嬉しさと驚きの感情がこみ上げたという。これは、井澤が一番やりたかった櫻美鳳役だけでオーディションを受ける予定であったが、急遽まもり役のオーディションを受けることになったこと、オーディション時のキャラクターの設定上では、美鳳は自分に近い性格と感じていたのに対し、まもりは魅力的なキャラクターでありながら、不向きな印象を感じていたためである。また、周囲の友人から心配する声が寄せられたが、それに気にすることなく、まもりの純粋でかわいい性格には気に入っている。その後現場では、金子と井澤はキャラクターや、演技を行う上でのやり取りで、互いに感謝しあっている。
2015年10月11日には、マチ★アソビの企画の一環で、AT-X版第1話の上映とAT-X版第2話の先行上映とスタッフとの対談が行われた「『VALKYRIE DRIVE』presents 1話＋2話上映会＆おっぱいがいっぱいトークショー」が徳島市のufotable CINEMAで開催され、上映された第1話と第2話について、GIGAZINEはおっぱいに関する描写から金子の気迫が感じられるが、その内容が過激すぎるレベルと評している。また、高木はゲームでは厳しい規制があり、コンピュータエンターテインメントレーティング機構（CERO）の審査もほとんど通らないことから、アニメの内容に驚きつつ、「これがクールジャパン!」と評した。

### コンシューマーゲームについて
高木によるとコンシューマゲーム「VALKYRIE DRIVE -BHIKKHUNI-」については、爆乳ハイパーバトル(通称：BHB)というジャンルに分類され、認知度はあまり高くないが、ジャンルとしてはアクション、シューティング、パズルのように確立している。
CEROの審査ではD（17歳以上推奨）とされているが、ドイツのソフトウェア事前審査機構（USK）およびオーストラリア等級審査委員会（ACB）では、いずれも「18歳未満の少女が不自然かつ卑猥なポーズで描写されるコンテンツが、未成年者に対して極めて有害」との理由で「審査拒否」（国内発禁）処分が下された。北米のエンターテインメントソフトウェアレイティング委員会（ESRB）ではM（17歳以上）、汎欧州ゲーム情報（PEGI）では16歳以上といずれもCEROと同水準の対象年齢に区分しているが、ESRBの審査では「登場キャラクターの喘ぎ声が卑猥に聞こえる」「一部に下品な言葉遣いがみられる」などの意見が付けられている。

### キャラクターについて
2015年5月4日に、マチ★アソビの一環として新町橋東公園にて開催されたトークショー「VALKYRIE DRIVEトークショー おっぱいっていいよね！」において、アニメ版とコンシューマーゲーム版のキービジュアルが公表され、アニメ版には処女まもりと敷島魅零が描かれ、敷島魅零についてはバスト111cmのHカップで、その重さは3kgという設定も公表された。また、処女まもりについては、後日GIGAZINEの取材でおっとりとした性格と、生真面目な性格を持ち合わせ、か弱くも正義感の強い女子高生で、物語を通じて成長していくところにも魅力のあるという設定である。

## プロット
世界中の10代から20代の女性に、あるウイルス性の不治の病が流行し始めていた。それは外的要因で精神的高揚を得ることによって感染者の肉体の構成が大きく変化し、身体そのものが武器化してしまうというものだった。その症状を引き起こすウイルスは「A-ウイルス」（アームド・ウイルス）、また発症者は「アーム」と呼ばれるようになる。
しかし、A-ウイルス感染者の増加は様々なアームを生み出し、自らの身体を自由自在に武器化できる者（行為はドライヴとも称する）は「エクスター」（脱魂者）、またアームを自らの手足の様に自由に操ることのできる者は（行為はシンクロとも称する）「リブレイター」（解放者）と呼ばれ、その力を重く見た非合法組織や軍隊に利用される様になる。これを憂いた世界政府はA-ウイルス感染者を秘密裏に作られた5つの人工島に「感染者保護」の名目で隔離することし、物語はその移送開始の5年後から始まる。
各コンテンツはA-ウイルス感染者を隔離した島ごとに分かれて展開され、登場キャラクターもそれぞれ異なる。

### イメージソング
「Oh No,Oh No」
作詞・作曲 - ヒゲドライバー / 編曲 - ゆよゆっぺ / 歌 - 原田ひとみ
後述のテレビアニメOP「Overdrive」シングル盤に収録。

## テレビアニメ
『VALKYRIE DRIVE -MERMAID-』（ヴァルキリードライヴ マーメイド）は、2015年10月より12月までAT-X、TOKYO MX、サンテレビ、KBS京都、テレビ愛知、BS11にて放送されたテレビアニメ作品。また、マチ★アソビの企画の一環で、2015年10月11日には、AT-X版第1話の上映とAT-X版第2話の先行上映とスタッフとの対談が行われた「『VALKYRIE DRIVE』presents 1話＋2話上映会＆おっぱいがいっぱいトークショー」が徳島市のufotable CINEMAで開催された。
人工島の一つ「マーメイド」が舞台となる。

### 登場人物
「乳」に特化したキャラクターが多い本作の特徴として、公式サイトのスペック欄には「乳重」なる表記もある。スリーサイズ中のアルファベットはカップ。
敷島魅零（しきしま みれい）
声 - 井口裕香
褐色の肌と金髪を持つリブレイターの少女。15歳だが年齢に似合わぬ大人びた容姿と巨乳。まもりとシンクロしフェステから脱出した後は彼女と行動を共にするようになり、次第に特別な感情を抱いていった。戦闘能力は高く、無口を装っているが内に秘めた性格は純真そのもの。当初はまもり以外の人間への当たりもきつく、自らの危険を顧みない行動をすることが多くまもりからたしなめられることもあった。まもりが歳上と知ってからは彼女に対し敬語を使うようになり、徐々に周囲への対応も柔らかさがみられるようになる。
過去に政府の機関に所属しており、「ソルジャー（兵士）」となる際に受けた「エンハンス処置」の影響で髪と肌が現在の色に変わった。当時はC7（シーセブン）のコードネームを与えられ髪型もショートカットで後述の百華と組んで戦闘に参加していたが、戦う内に相手を殺すことを躊躇うようになり機関から処分命令が下されてしまう。しかしその処遇を哀れんだ医師からこれまでの贖罪も兼ねて死を偽ることで一般社会に解放される。その後は生きる意味を見出せない日々を過ごしていたが、ある時事故に巻き込まれそうになった少女を助ける際にウイルス保有者である事が発覚して島に移送されることになる。
晶にはまもりが憧れていたことから嫉妬のような感情を持っていた。立て籠り事件の中で偶然にも女であることを知ってしまうが、「まもりが島で生きていく希望になるなら」と発覚するまでそのことを周囲には話さなかった。
最終決戦の中でまもりを取り戻して一体となって百華を倒して和解することで因縁に決着をつけた。
ウイルスの消滅後はまもりや他の仲間と一緒にその力を使って世界中の保有者を解放する旅に出る。
身長168cm、体重65kg、スリーサイズ111(H(83))/65/94
処女まもり（とこのめ まもり）
声 - 井澤美香子
薄幸体質の少女でエクスター。16歳の高校2年生。胸が大きいが小柄なことと苗字を「しょじょ」と読まれるのがコンプレックス。特に名前に対しては人一倍気にしているようで、「しょじょ」と呼ばれると「とこのめです！」と言い返すのがお決まりのパターンとなっている。学校での運動中に拘束され、マーメイドに移送されている最中に移送船が島を守るミサイル攻撃を受けて爆沈する。浜辺に打ち上げられた所を沿岸警備を担当する「リッター（衛士）」の葵と桃子のコンビに襲われるが、別の移送機で島に来ていた魅零のキスでドライヴし、身体が剣と化す。
魅零が年下と分かった時は自身よりもはるかに抜群の体格と急変した言動に戸惑いを隠せなかったが、その後も接し方が変わることはなかった。
島に送られた当初は大人しく控えめな性格だったが、様々な出来事を経て明るく前向きになり勇敢さを身につけていった。地下施設の戦いの中で「エフェクト反応」を起こしエクスターの力が高まり新たな剣に変化した。
一度は百華に支配され魅零や他のウイルス保有者を吸収してしまうが、心の中で魅零と触れ合ったことで解放される。
死闘の中でエフェクト反応を最大まで高めて「ヴァルキリードライヴ」と呼ばれる現象を起こし最強のアームとなって魅零と一体になり仲間達と協力して百華を倒し、さらには島全体のウイルスを消滅させた。
戦いの後、魅零や他の仲間と一緒に保有者をウイルスから解放する旅に出る。
ドライヴする相手によって変化の仕方は異なり最大のパートナーである魅零はピンクの花びらが舞い散り、晶は赤い炎のバラが咲き散るような形で、百華は紫の花びらが舞い散るようにそれぞれ変化する。
ソーシャルゲームにも登場した。
身長140cm、体重38kg、スリーサイズ80(C(65))/50/76
櫻美鳳（さくら めいふぉん）
声 - 久保ユリカ
日本人と台湾人のハーフで、大阪弁を使う少女。16歳。守銭奴的性格で賭博の元締めや盗んだ物資の売買する「なんでも屋」を営むなどをして金儲けをしている。表向きはフェステの住人だが、素性と金儲けのことがバレないようにするため、フェステの中ではメガネをかけて髪型を少し変えて胸を膨らませている。抜けてる一面もあるようで、盗んだ物資の中に発信機が仕掛けられていたことに気付かず村を危機に陥れてしまったこともあった。金に対する執着が強い一方で「強い者にしっぽを振るようなことはしない」という独自の信念を持っており、金儲けのために組んでいた後述の弓堂と桐井が保身のために裏切った時は制裁を加えた。魅零やまもりよりも先にマーメイドに移送されている。車の運転ができるため魅零達の足代わりになることも多い。
金をリブレイターにして自身をアーム化することでズバ抜けた身体能力を持つ人間兵器に変化すると言う他のエクスターとは違った特殊なドライヴを行う。しかしこれは有料な上に攻撃を受ける度にどんどんキャストオフしていき、使用を解除するか力を使い果たすと股間に「差し押さえ」の札を残して全裸になってしまう。攻撃方法は放電。百華の攻撃からバリアを張って魅零達を助けるが賭けで稼いだ金を全て使い果たしてしまった。
最終決戦で魅麗を援護してその時は2回アーム化が解除されたが、全裸になることはなかった。
ウイルス消滅後は面白そうだし金儲けになるからと言って魅零の旅に同行する。
身長144cm、体重42kg、スリーサイズ75(AAA(70))/52/70
柊晶（ひいらぎ あきら）
声 - 芳野由奈
マーメイド内にある人工施設「フェステ（城）」にいる全ての能力者を統べる「ヴェルター（番人）」のトップ「グヴェルネア（知事）」。マーメイドに唯一存在する男性で、類稀なる美貌の持ち主でまもりを始めとした島内の少女たちの憧れの的で「晶様」と呼ばれている。
実は女性であり、「柊財閥」のお嬢様でかなりのグラマラスな体形。とりのとも繋がっており、お互いの正体を知っている。かつて母親の結（声 - 能登麻美子）からA-ウイルスの感染者が隔離された島での希望としてそこで男性として生きるように言われ、柊財閥が開発した人工エクスター｢シュリ｣を託される。男装時は声も低くして男っぽい口調だが、女性に戻っている時には、とりのがとっさに思いついた｢ヒールホールド｣という偽名を使っており発声や口調も女性らしくなっている。リブレイターとしての能力もソルジャー達には及ばないものの高く、徒手の格闘も出来る。
女性であることを知っているのはとりのと魅零の2人のみだったが、シャルロットと百華に敗北したことでフェステ内の全員に正体が知られて監禁され城門に吊るし上げられてしまうが、魅零達によって救出された。
最終決戦では破損したシュリを使って魅零を援護した。
身長170cm、スリーサイズ89/70/86
シャルロット・シャルゼン
声 - 瀬戸麻沙美
ヴェルターのナンバー2の少女。少数精鋭の集団「アーデル（貴族階級）」のリーダーでもある。晶、霞よりも後に移送された。一見は淑やかだがその性格はサディストそのもので住人達を強権で締め上げようとする。霞とは意見を巡って対立することが多く、霞と考えの近い晶のことも快く思っていない。陥没乳首。5人のエクスターを使うリブレイターで、高速飛行する羽と鋭い爪型のアームを使う。羽が蝶に似ているためか、ドライヴする時は蛹が羽化するような形で変化する。しかし直属の部下達であるアーデル達は可愛がっている。
新しくアーデルの一員に加えた百華から晶が本当は女であることを教えられ最初は信じていなかったが、乗せられるような形で晶に決闘を挑み百華の圧倒的な力で勝利する。晶を追いやった後は新しいグヴェルネアに君臨する。就任してからはそれまで以上に強権的な言動をとるようになっていった。その後ソルジャー達から協力すればアーデル達と一緒に島から脱出させると言われ、フェステに乗り込んで来た魅零達と戦う。最初の内はE9の力を借りて戦いを優位に進めるもののレディ・レディの合体アームの攻撃の前に敗れる。
決戦が終わった後、アンジェに支えられながら魅零とまもりが放ったウイルスを消す光を見届け、涙を浮かべながら再び元の場所へと帰れる喜びを噛み締めた。
身長145cm、体重40kg、スリーサイズ93(G(68))/56/80
時雨霞（しぐれ かすみ）
声 - 田澤茉純
ヴェルターの実行部隊を統率する「コマンデュール（隊長）」でリブレイター。アームの介助なしでも高い戦闘能力を持つことから「ゼロ・アーム」の異名を持ち、強力な蹴り技を得意とする。柔軟な方針を取ってるため強硬的な手段を好むシャルロットとは意見が食い違うことが多い。
過去に後述するひびきを守れなかったことに対する自責の念と、自身を助けた晶の恩に報いるために、シュリを相手にした特訓を重ねて力を付け、その努力から晶の信用を得て現在の地位を任されるようになっていった。髪はかつては長髪だったがコマンデュールに就任したことを機に現在のショートカットに変えた。それからは島の治安、秩序の向上に向けて力を入れるようになっていった。
最終決戦では心を取り戻したひびきの力を借りて魅零を援護した。
身長154cm、体重50kg、スリーサイズ89(E(70))/58/90
レディ・レディ
島の片隅に廃棄されたバスを拠点に、フェステにも村にも所属せずに島内で自由に生きる、リブレイター・エクスター両方の属性を持つハイブリッド能力者の二人組。アーム化時も自意識を持ったままでいることができる。自由気ままに振舞っているように見えて島から脱出する手段を独自に探していることが晶の口から語られている。移送される前は諜報機関の一員として活動していた。監視者の存在を疑っており、晶のことを偽善者呼ばわりしていた。そのため地下の建設プラントの探索を依頼された時は当初、消極的な姿勢だったが、魅零のソルジャーとしての能力を目の当たりにして以降は晶への対応も変化が見られ、百華達の来襲以降はソルジャー達の思い通りにさせないために魅零達を支援する。
ウイルス消滅後は二人とも魅零の旅に同行する。
蓮実レイン（はすみ レイン）
声 - 大西沙織
ライダールックが特徴の女性。クールでありながらも感情豊かな表情を併せ持つ。エクスターとしては相手のアーム化を強制解除させてしまう力を持つ光線「リザーナメントバスター」を発射する十字架型の大砲に変化する。
魅零がフェステに単身で乗り込もうとした際はJと共に力を貸した。
身長158cm、体重56kg、スリーサイズ96(F(72))/60/84
レディー・J（レディー・ジェイ）
声 - 浅倉杏美
口数が少なく、ミステリアスな雰囲気を漂わせる女性で、露出の多い黒い衣装を纏っている。パートナーであるレインとは深い絆で結ばれており、そのため必ずしも愛撫を必要とすることなく、自らの意思でのアーム化も可能。Nカップの超巨乳で魅零達の移送前に催された美人コンテストでは飛び入りの参加でシャルロットを破って優勝したこともある。バイク型のアームに変化し、レディ・レディが島を移動する手段として用いている。最大の力を発揮するとレインと合体して小型戦闘機のようなアームに変化する。
身長172cm、体重68kg、スリーサイズ116(N(72.5))/58/100
相良百華/A3（さがら ももか/エースリー）
声 - 原田ひとみ
後述する謎の女Aからの命令を受けて移送されてきたエクスターの少女。剣や大砲など様々な武器に変化できる上にアーム化しても自意識を持ったままでいられ、しかもシンクロするリブレイターとの相性を問わず常にその能力を発揮できる。単独でもレディ・レディを圧倒するほどの力をもつ。シャルロットに気に入られてアーデルの一員となり「フランソワ」の名を与えられる。シャルロットを初対面の内から気安く「シャルちゃん」と呼ぶなど表向きは奔放な性格だが、底知れぬ悪意を秘めている。
かつては同じ処置を受けた魅零と組んで戦闘に参加していたが、その魅零が戦いを躊躇い使い物にならないとみなされ処分されたことによりパートナーだった自らも処分されそうになってしまう。そして生き残るために献体してさらなる強化改造を受けることになってしまったことから、魅零に対して激しい憎悪を抱くようになった。水色の髪はエンハンス処置の影響による物。
まもりこそがAの探し求めていた「エフェクト反応」を起こしたエクスターだと突き止め拘束するが、強力な力に興味を持ち機関の命令に逆らい独占して復讐と破壊に利用しようとした。
最終決戦でまもりを取り戻された後も他のソルジャーと合体して魅零に戦いを挑むが敗北する。戦う力を失いながらも憎悪は消えず魅零に立ち向かっていくが正面から受け止められたことで和解し、ウイルスが消えた後は他のソルジャーと一緒に拘束された。
身長148cm、体重45kg、スリーサイズ80(A(70))/56/80
風巳とりの（かざみ とりの）
声 - 井上喜久子
島内で行き場を失った者たちを受け入れる施設「とりのタウン」の管理人。自称17歳。フェステを脱出した魅零とまもりも世話になり、良き支えとなっていた。晶と繋がっており、魅零が目撃して、さらに上述の決闘の敗北から周囲に発覚するまでは唯一正体が女性であることを知る人間だった。
シャルロットが晶を倒して新しいグヴェルネアに就任した際、他の住人達と一緒にフェステの地下に拘束された。その時は不安に怯える住人達を優しく励まし続けた。
終盤になって実は機関の人間で島の監視者だったことがD5の口から明らかになる。ウイルス消滅後は迎えに来た船で全ての住人と一緒に島を去る。
身長161cm、体重56kg、スリーサイズ99(I(71))/68/89

#### その他
未弐見にみ（みにみ にみ）
声 - 高橋未奈美
エクスターの少女。ソフトボールのキャッチャーで、バッテリーを組んでいた乃絵（声 - 高橋李依）とともに島に移送されるが、彼女とは能力が発動しなかったことでブライダルに別のリブレイターを選出されるが、それを拒否してフェステを抜け出す。一夜明けると、隠されていたエクスターの能力である「巨人化（しかも服が破れてしまう為に全裸となってしまう）」を起こし、行く先々で人々を驚かせる。進行する巨大化と乃絵に会えなくなる不安に絶望して途方にくれるがまもりの檄を受け乃絵に会うことを決意し、騒動の末に乃絵と再会して本心を聞いたことで身体は元の大きさに戻った。
百華との最後の戦いでは再び巨大化して魅零を援護した。
身長150cm、血液型O型
宮里葵（みやさと あおい）
声 - 石上静香
沿岸部の警備を担当していたリッターでリブレイター。まもりと魅零が送られてきた時は警備をサボってバカンス状態でくつろいでいた。魅零が島で初めて戦った相手だったが、剣に変化したまもりを駆使する魅零に一撃で敗れ去る。後に魅零がフェステに拘束される際にその監視を任された時は、浜辺で倒された時の仕返しを目論むが脱走される失態を犯してしまい、同じく監視を担当していた桃子と一緒にアンジェから鞭打ちの制裁を受けることになる。
6話の祭の中では、桃子と一緒におばけ屋敷を出していた。魅零がまもりを助けるために乗り込んで来た時はフェステの城門で他のリッターを率いて待ち構えていたが、武装の解除をするよう指示して見逃し、すれ違いざまに無言で健闘を祈るように決戦の場へと送り出した。
最後の戦いでは桃子と一緒に崩壊するフェステから避難する住人を誘導した。
上月桃子（こうづき ももこ）
声 - 木村珠莉
葵とコンビを組むリッター。マシンガンに変化するエクスター。巨乳で気楽な性格。
冴島牙美（さえじま がみ）
声 - 櫻井浩美
フェステにやって来た魅零の能力を計る目的で戦ったリブレイター。黒い眼帯をしているが隻眼かどうかは不明。能力は高いが暴力的な性格で、素行に問題がある。エクスターの白州いちはが変化した大型の鉄球のようなアームを使い、相手をいたぶるような戦い方をするが、魅零に敗れた。6話の祭の中では鰻すくいの屋台を出していた。
白州いちは
声 - 田中真奈美
冴島牙美と組むエクスター。大型の鉄球状アームに変化する能力を持つ。鉄球は振り回すだけでなく、棘を弾丸のように撃つこともできる。マゾヒストの性癖を持つため牙美に蹴られるなどいたぶられないと興奮しない（=アームに変化できない）。変化する時は赤黒い炎のような光を放つ。
弓堂彪子（ゆみどう ひょうこ）
声 - 葉山いくみ
リッターのリブレイター。フェステ内では経理担当で裏では「見逃し役」。メイフォンとは金儲けのために手を組んでいたが徐々に身の危険を感じるようになり、祭のコンテストの不正をきっかけに訣別。メイフォンに戦いを挑み追い詰めるも奇策の前に敗北し、双葉共々コンテストの不正告発状を供えられ全裸で縛り上げられる。
桐井双葉（きりい ふたば）
声 - 三宅麻理恵
リッターのエクスター。フェステ内では城内管理部で裏では「盗み役」。京都訛りが混ざった口調で話す。祭では実行委員を担当しメイフォンの頼みでコンテストの賞品を変更した。エクスターとしては変わり身や分身を作り出すなどトリッキーな力を持つ装甲型アームに変化する。
久住
声 - 鈴木絵理
リブレイターで鎌状アームに変化するエクスターと組む。問題ばかり起こすため保護観察を受けていた。他のヘクセらと一緒に人質をとって立て篭り事件を起こすが魅零達に鎮圧される。
三井寺
声 - 上田麗奈
リッターだが力を使う機会が無かったため、エクスターかリブレイターかは不明。立て篭り事件では人質にされていたが実は首謀者だった。島から解放される見込みもなく窮屈な暮らしにうんざりしており、同じような不満を持つヘクセと組んで自作自演の人質事件を起こす。自身は革命と語っていたが、晶からは「ただのテロだ」と一蹴される。乗り込んで来た魅零の不意を付いてまもり達と一緒に人質にしてしまうが、アーム化したまもりを使った晶に鎮圧される。
見城ひびき（けんじょう ひびき）
声 - 諏訪彩花
霞と組むエクスター。島に移送された時に、不良達から新参狩りと称した暴行を受けた時の強い恐怖が原因で引き篭もり状態になってしまう。シャルロットがグヴェルネアに就任した後、霞が逆らわずに本気で戦わせるための人質にされてしまうが、まもりに助け出される。
その後、心を取り戻し最終決戦で戦いに向かう霞に力を貸した。エクスターしては刃物の付いた籠手、具足に変化する。
アンジェ
声 - 金元寿子
シャルロットに従うアーデルのリブレイターの一人。首のマークはハート。長さを自在に変化させられるムチのアームを使う。3話では、魅零に逃げられた監視役の葵と桃子に制裁を与えていた。髪型は薄い緑のボブショート。
他のアーデルと違い百華に操られたまもりに吸収されることはなかった。
ミランダ
声 - 大久保瑠美
シャルロットに従うアーデルのリブレイターの一人。首のマークはスペード。幻影を操るアームを使う。
物資盗難事件の騒動で面目を潰されたシャルロットが密かに派遣した。まもりが憧れている晶の幻影を見せることで快楽を与えアームに変化させて連れ去ろうとした。助けに来た魅零にも自身が陵辱を受ける幻影を見せて苦しめるが、自力で打ち破った魅零に敗北する。
その後は長らく姿を見せてはいなかったが、最終決戦の中で一度はアンジェを除く他のアーデルを含めた多くの保有者と一緒に吸収されるが、百華が倒されたことで無事解放された。
マリアンヌ
声 - 日岡なつみ
シャルロットに従うアーデルのリブレイターの一人。首のマークはダイヤ。大型の籠手型アームを使う。ピンク色の髪で性格は明るい。
モンロー
声 - 松田利冴
シャルロットに従うアーデルのリブレイターの一人。首のマークはクローバー。槍型アームを使う。眼帯と全身に包帯を巻いている。口数が少なく大人しい。
A
声 - 小島幸子
ソルジャーに命令を下す女。島の地下に潜ませていた人工アームが倒される際に「エフェクト反応」を感知したことから、百華らに探索命令を与えて移送する。髪は銀髪のベリーショート。
過去の回想においてもエンハンス処置や魅零の処分など様々な命令に関わってることから機関の幹部だと思われる。
アニメ版で顔が明らかになることはなかった。
D5（ディーファイブ）
声 - 下田麻美
百華と一緒に送り込まれたソルジャーの女。百華と再会するまでは影で探索活動を行っていた。金髪で眼鏡をかけており、百華へ深い忠誠心を持つ。
最終決戦の中で百華がまもりを失った時は全身を武装するアームとなって力を貸した。
E9（イーナイン）
声 - 高野麻里佳
百華と一緒に送り込まれたソルジャー。間延びした口調の豊満な体格で、普段は目を前髪で隠している。右目の下に緑のハートマークが付いているが、ステッカーなのか刺青かは不明。自らを「第三世代」と呼ぶ。シャルロットが魅零と戦う時にアーム化して力を貸すが合体したレディ・レディと魅麗の連携攻撃の前に敗れる。
最終決戦ではD5の力だけでは魅零に勝てないと思った百華から力を貸すように言われ合体して、巨大なロボットのような姿へと変貌した。

### 用語
マーメイド
舞台となる自然豊かな環境の人工島。周囲をバリアで守られており、新たなアームの侵入を許さない体制を取っている。仮に侵入を許してもフェステの監視が付くが、最初にフェステが選んだ相手と戦い勝利して、優れた能力者だった場合はヴェルターに選ばれ優遇される。
地下には建設時に使用されたと思われる工場プラントが存在しており、魅麗たちはそこでの探索中に人工アームの襲撃を受けた。
最終話でウイルスが全て消滅することで住人は脱出したので島は無人になったと思われる。
フェステ
中世ヨーロッパの城郭を彷彿とさせる形をした施設で、周囲を池に囲まれている。島にそびえる山のカルデラの中心部に建てられている。
中には様々な設備が備えられており、ウイルス保有者だけでなく島の生活物資、ライフラインの全てを管理している。島に移送された保有者は通常ヴェルターの監視する下で規律正しい生活を送っている。
ただし全ての保有者がフェステで暮らすわけではなく、適応できない者や不満がある者は上述の「とりのタウン」のように特別な場所で暮らしている。フェステと外部は不干渉の姿勢を取っているが問題が発生した場合はヴェルターが直接出向くこともある。
最後は魅零たちとソルジャーの決戦の中で崩壊してしまう。
ブライダル
フェステで行なわれる、そのエクスターに最も相応しいリブレイターを選出する、見合いの一種。エクスターは花嫁衣裳を、リブレイターは花婿衣装を身に纏う。まもりの場合、貫井智美（声 - 内山夕実）というリブレイターが選出され、彼女によってドライヴされそうになるが魅零によって倒されている。
エンハンス
後述の機関に所属する保有者がソルジャーになる際に施される処置。この処置を受けた保有者は身体を様々なアームにドライヴすることができる。
通常のエクスターと違い身体の一部だけのドライヴや、リブレイター無しでのアーム化が可能な上、自我意識を保つことができる。
しかしこの処置には副作用があり、魅零と百華はそれぞれ髪が変色してしまった。また強力な力を得られる分、身体にかかる負担も大きく抑制剤がなければ長時間の使用は不可能。
AAA機関
世界政府が発足した世界平和・治安維持の為の実行機関。マーメイドだけでなくプロジェクト全体でその存在が語られる巨大組織。発音は「エー機関」だが単に「機関」と呼ばれることが多い。A-ウイルスやV-ウイルス（後述）に感染した少女達を管理する立場にあり、人工島への隔離や少女達を利用した治安維持（紛争鎮圧の為の兵器利用）を行っている。機関にとってウイルス感染者は「兵器」である為、人工島は単なる武器庫としてしか見られていない。不安定な兵器であるウイルス感染者を完成された兵器として作り上げる為に手段は選ばず人体実験なども行う。機関に属するウイルス感染者は「ソルジャー」と呼ばれる。

### スタッフ
- 原作 - VALKYRIE DRIVE PROJECT
- 監督・キャラクターデザイン - 金子ひらく
- 助監督 - 渡部穏寛
- シリーズ構成 - 黒田洋介
- 特乳技術 - 野崎将也
- アクション監修 - 宇佐美皓一
- アームデザイン - 岩永悦宜
- プロップデザイン - 秋篠Denforword日和
- 美術監督 - 松本浩樹
- 美術設定 - 二嶋隆文、松本浩樹
- 色彩設計 - 上谷秀夫、長嶋真弓
- 撮影監督 - 後藤健男
- CGディレクター - 秋元央
- 編集 - 瀬山武司
- 音響監督 - 明田川仁
- 音楽 - 堤博明
- 音楽制作 - KADOKAWA
- 音楽プロデューサー - 若林豪
- プロデューサー - 田中翔、大貫一雄、礒谷徳知、畠山拓郎
- 制作プロデューサー - 小澤一由
- プロデュース - ジェンコ
- アニメーション制作 - アームス
- 製作 - VALKYRIE DRIVE PARTNERS（KADOKAWA、ショウゲート、AT-X、マーベラス、ジェンコ）

### 主題歌
オープニングテーマ「Overdrive」
作詞・作曲 - ヒゲドライバー / 編曲 - ゆよゆっぺ / 歌 - 原田ひとみ
第1話では挿入歌として使用された。
エンディングテーマ「スーパーウルトラハイパーミラクルロマンチック」
作詞・作曲・編曲 - 烏屋茶房 / 歌 - 敷島魅零（井口裕香）&処女まもり（井澤美香子）
第12話では未使用。

### 各話リスト
| 話数   | サブタイトル                         | 脚本     | 絵コンテ              | 演出                           | 作画監督                                                          | 総作画監督                   |
| ------ | ------------------------------------ | -------- | --------------------- | ------------------------------ | ----------------------------------------------------------------- | ---------------------------- |
| 第1話  | 私、散らされます                     | 黒田洋介 | 金子ひらく            | 川西泰二                       | みうらたけひろ、内原茂 丸英男                                     | 吉岡毅 一居一平 きすいだこね |
| 第2話  | ヴァージン・ロード                   | 黒田洋介 | 渡部穏寛              | 渡部穏寛                       | Hue Hey Jung、Kim Yoo Mi Kim Hyou Enn                             | 一居一平                     |
| 第3話  | ゼロ・アーム                         | 黒田洋介 | 今泉賢一              | 熨斗谷充孝                     | Lee Joung Kyung、Kim Yoon Joung Park Myeong Hun                   | 一居一平 金子ひらく          |
| 第4話  | グヴェルネア                         | 黒田洋介 | 山本天志              | 西村博昭                       | 高原修司、山崎克之 阿萬和俊、服部憲知 一居一平                    | きすいだこね                 |
| 第5話  | ジャイアント・ガール、リトル・ハート | 雑破業   | 朝倉カイト 金子ひらく | 川西泰二                       | 吉田篤史、船道愛子 内原茂、原山智                                 | 石川健介 きすいだこね        |
| 第6話  | ノー・マネー ノー・ライフ            | 雑破業   | 高本宣弘              | 渡部穏寛                       | Hue Hey Jung、Kim Yoo Mi Chang Bum Chul、Choi Nak Jin Sin Hey Ran | きすいだこね                 |
| 第7話  | 信じるために                         | 雑破業   | 南浦たくみ            | 熨斗谷充孝                     | Lee Joung Kyung                                                   | 吉岡毅                       |
| 第8話  | ヴァルキリー・エフェクト             | 黒田洋介 | 宮澤努                | 浅利藤彰 松本マサユキ          | 阿萬和俊、内原茂 船道愛子、Hue Hey Jung Shin Hey Ran、Kim Yoo Mi  | 石川健介                     |
| 第9話  | テイクオーバー                       | 黒田洋介 | 北村武蔵              | 川西泰二                       | Kim Yoon Joung、Park Jai Ik Song Min Joo                          | きすいだこね                 |
| 第10話 | オプレッション                       | 雑破業   | 高本宣弘              | 渡部穏寛                       | Chang Bum Chul、Kim Yoo Mi Park Hey Ran、Choi Nak Jin Sin Hey Ran | -                            |
| 第11話 | ソルジャーアーム                     | 黒田洋介 | 頂真司                | 浅利藤彰 上野史博 松本マサユキ | Lee Joung Kyung、Kim Yoon Joung Park Myoung Hun                   | 石川健介                     |
| 第12話 | ヴァルキリー・ドライヴ               | 黒田洋介 | 山本天志              | 渡部穏寛                       | 石井ゆみこ、船道愛子 富山大輔、阿萬和俊 高原修司、河村明夫        | 吉岡毅 きすいだこね          |

### 放送局
| 放送期間                      | 放送時間                     | 放送局     | 対象地域 | 備考                                                 |
| ----------------------------- | ---------------------------- | ---------- | -------- | ---------------------------------------------------- |
| 2015年10月10日 - 12月26日     | 土曜 23:30 - 日曜 0:00       | AT-X       | 日本全域 | 製作委員会参加 / リピート放送あり / 視聴年齢制限あり |
| 2015年10月13日 - 12月29日     | 火曜 0:30 - 1:00（月曜深夜） | TOKYO MX   | 東京都   |                                                      |
|                               | 火曜 1:00 - 1:30（月曜深夜） | サンテレビ | 兵庫県   |                                                      |
|                               |                              | KBS京都    | 京都府   |                                                      |
|                               | 火曜 1:35 - 2:05（月曜深夜） | テレビ愛知 | 愛知県   |                                                      |
| 2015年10月17日 - 2016年1月2日 | 土曜 23:00 - 23:30           | BS11       | 日本全域 | 『ANIME+』枠                                         |

| 配信期間                  | 配信時間                     | 配信サイト         | 備考                          |
| ------------------------- | ---------------------------- | ------------------ | ----------------------------- |
| 2015年10月14日 - 12月30日 | 水曜 0:00 - 0:30（火曜深夜） | ニコニコ生放送     |                               |
|                           | 水曜 0:30（火曜深夜） 更新   | ニコニコチャンネル | 第1話無料、第2話以降1週間無料 |
| 2015年10月20日 -          | 火曜 0:00（月曜深夜） 更新   | GYAO!              | 第1話無料、第2話以降1週間無料 |
|                           | 火曜 12:00 更新              | バンダイチャンネル | 第1話無料、第2話以降有料      |

### BD / DVD
| 巻 | 発売日         | 収録話          | 規格品番   | 規格品番   |
| 巻 | 発売日         | 収録話          | BD         | DVD        |
| -- | -------------- | --------------- | ---------- | ---------- |
| 1  | 2015年12月18日 | 第1話 - 第2話   | ZMXZ-10341 | ZMBZ-10351 |
| 2  | 2016年1月27日  | 第3話 - 第4話   | ZMXZ-10342 | ZMBZ-10352 |
| 3  | 2016年2月24日  | 第5話 - 第6話   | ZMXZ-10343 | ZMBZ-10353 |
| 4  | 2016年3月23日  | 第7話 - 第8話   | ZMXZ-10344 | ZMBZ-10354 |
| 5  | 2016年4月27日  | 第9話 - 第10話  | ZMXZ-10345 | ZMBZ-10355 |
| 6  | 2016年5月25日  | 第11話 - 第12話 | ZMXZ-10346 | ZMBZ-10356 |

### ミニOVA
Blu-ray&DVD各巻収録の映像特典短編アニメ。
| 話数 | サブタイトル                 | 脚本     | 絵コンテ   | 演出       | 作画監督                |
| ---- | ---------------------------- | -------- | ---------- | ---------- | ----------------------- |
| 1話  | 秘密・く・だ・さ・い         | 黒田洋介 | 南浦たくみ | 南浦たくみ | 宮澤努                  |
| 2話  | ふたりじゃなきゃだめなの     | 雑破業   | 南浦たくみ | 南浦たくみ | 大藤玲一郎              |
| 3話  | 淋しくて眠れない             | 雑破業   | 南浦たくみ | 南浦たくみ | きすいだこね 大藤玲一郎 |
| 4話  | 鏡の中のアクトレス           | 雑破業   | 南浦たくみ | 南浦たくみ | 船道愛子                |
| 5話  | BELIEVE IN ME,BELIEVE IN YOU | 雑破業   | 南浦たくみ | 南浦たくみ | 石川健介                |
| 6話  | ロンリーチェイサー           | 雑破業   | 南浦たくみ | 南浦たくみ | きすいだこね            |

### Webラジオ
『ヴァルキリードライヴ 〜ラジオマーメイド〜』のタイトルで、2015年10月13日から12月29日までHiBiKi Radio Stationにて配信された。毎週火曜日に更新。パーソナリティは井口裕香（敷島魅零 役）と井澤美香子（処女まもり 役）が務める。2015年11月10日（5回目）の放送より久保ユリカ（櫻美鳳 役）が加わる。

### ドラマCD
メガミマガジン応募者全員サービス『VALKYRIE DRIVE -MERMAID-』オリジナルドラマCD（2016年3月）
- キャスト
  - 敷島魅零：井口裕香
  - 処女まもり：井澤美香子
  - 櫻美鳳：久保ユリカ
  - 柊晶：芳野由奈
  - シャルロット・シャルゼン：瀬戸麻沙美
  - 時雨霞：田澤茉純
  - 蓮実レイン：大西沙織
  - レディー・Ｊ：浅倉杏美
  - 相良百華：原田ひとみ
  - 風巳とりの：井上喜久子

## コンシューマゲーム
『VALKYRIE DRIVE -BHIKKHUNI-』（ヴァルキリードライヴ ビクニ）は、マーベラスより2015年12月10日に発売されたPlayStation Vita用ゲームソフト。島の一つ「ビクニ」が舞台で、希望を持った少女達がウイルスをコントロールできるという学園での戦いを描く。
ビクニはA-ウイルスとは異なる「V-ウイルス」の感染者達（基本的な症状はA-ウイルスと同じだが武器化の際の形状がエクスター由来ではなくリブレイター由来となる）が隔離されている島であり、中でもメインキャラクター達は更に「VR-ウイルス」と呼ばれる、エクスターにもリブレイターにもなれる特殊なウイルスに感染している。「島で治療プログラムを受ければウイルスをコントロール出来る」という説明が感染者にはされており、主人公達（一部例外あり）はそれを目標に島内で奮闘する。

### 登場人物（コンシューマゲーム）
神楽坂倫花（かぐらざか りんか）
声 - 洲崎綾
神楽坂姉妹の姉。天真爛漫な性格。家族と友人のことをとても大事に思っており、島の治療プログラムを受けて元いた場所に戻れることを願っている。
1シーンだけではあるがアニメ『-MERMAID-』の最終話にも乱花とともに登場している。
神楽坂乱花（かぐらざか らんか）
声 - 伊藤かな恵
神楽坂姉妹の妹。勝気な性格。姉のことをとても大事に思っており触れるものを許さない。家族は自分達姉妹のことを島に売ったと考えており、彼らに対して良い感情を持っていない。
九頭竜桃（くずりゅう もも）
声 - 日笠陽子
小声で無口な戦士の少女。島に来る前まではヴァルキリー（ウイルス感染者戦士）として何処とも知れぬ戦場に身を置いていた。その頃の記憶が無くなっており思い出そうとすると強烈な頭痛に苛まれる。
猪名川マナ（いながわ マナ）
声 - 原由実
慈愛に満ちた、グループのまとめ役。あることを切っ掛けに島のトップを目指す様になる。
満腹丸ちゃん（まんぷくまるちゃん）
声 - 山本彩乃
大食いでいつも元気な少女。ビクニに来る以前は他の島にいたという過去があり、食べることしか楽しみが無いというその島での経験が原因で異常に食に対して執着を持つようになった。
ヴァイオラ
声 - 小林ゆう
5期生の女王様。桃と同じく島に来る以前は戦場で戦っていた。月影に対して執念とも呼べる感情を持っている。
月影小春（つきかげ こはる）
声 - 種田梨沙
5期生筆頭の優等生。戦闘の実力も5期生の中で最強と謳われている。島の仲間のことを第一に考えており常にそのことを優先して行動する。
越後屋（えちごや）
声 - 加隈亜衣
商店主の少女。5期生をサポートしている。その実際は過去にAAA機関に身体を改造されたビクニ1期生。
理事長
声 - 今井麻美
ビクニでの全権を持ち、管理運営を任された女性。時に優しく、時に厳しく島内に住む人間の良き母親、良き上司、姉、先生と様々な役割を理想的にこなす。多忙のためか、モニター越し以外で姿を見たものはほとんどいない。その実際はビクニ1期生であり越後屋のパートナー。AAA機関からのビクニへの干渉を防ぐべく尽力している。

### スタッフ（コンシューマゲーム）
- 爆乳プロデューサー - 高木謙一郎
- キャラクターデザイン - マナカッコワライ
- シナリオ - 松智洋、ストーリーワークス
- サウンド - ノイジークローク
- 開発 - メテオライズ
- 発売 - マーベラス

### 主題歌（コンシューマゲーム）
OPテーマ「BLIND DRIVE」
歌 - 原田ひとみ

## ソーシャルゲーム
『VALKYRIE DRIVE -SIREN-』（ヴァルキリードライヴ セイレーン）は、2015年12月よりマーベラスよりMobage、GREE、dゲームにて配信されていたゲームアプリ。島の一つ「セイレーン」が舞台で、強大な権力で島を統治する「エリザヴェータ」に立ち向かう「シェーレ学園」のレジスタンスの少女達を描く。2016年7月29日をもってサービス終了。

### 登場人物（ソーシャルゲーム）
如月刹那（きさらぎ せつな）
声 - 大橋彩香
リブレイターでレジスタンスのリーダー的存在。
沙粧うらら（さしょう うらら）
声 - 田所あずさ
エクスターで刹那の親友。
アゼリア・エグナー
声 - 高森奈津美
ドイツ人のリブレイター。
アリエル・フォッシュ
声 - 遠藤ゆりか
フランス人のエクスター。
御崎ことな（みさき ことな）
声 - 黒沢ともよ
幼女体形のリブレイター。
桐原このえ（きりはら このえ）
声 - 巽悠衣子
忍者の末裔のエクスター。

## 漫画
ヴァルキリードライヴ ビクニズム
『ファミ通コミッククリア』にて2015年10月2日より2016年4月1日まで連載。作画はINU。
ヴァルキリードライヴ セイレーン -ブレイクアウト-
『ファミ通コミッククリア』にて2015年10月16日より2016年4月1日まで連載。作画はあずせ。
ヴァルキリードライヴ マーメイド
『月刊コンプエース』にて2015年12月号より2016年10月号まで連載。作画はyuztan。
ヴァルキリードライヴ ビクニ
『comico PLUS』にて2016年4月21日より2017年1月9日まで連載。作画はサクラギンガ。